# Champougny
Champougny is een gemeente in het Franse departement Meuse (regio Grand Est) en telt 105 inwoners (2009). De plaats maakt deel uit van het arrondissement Commercy.

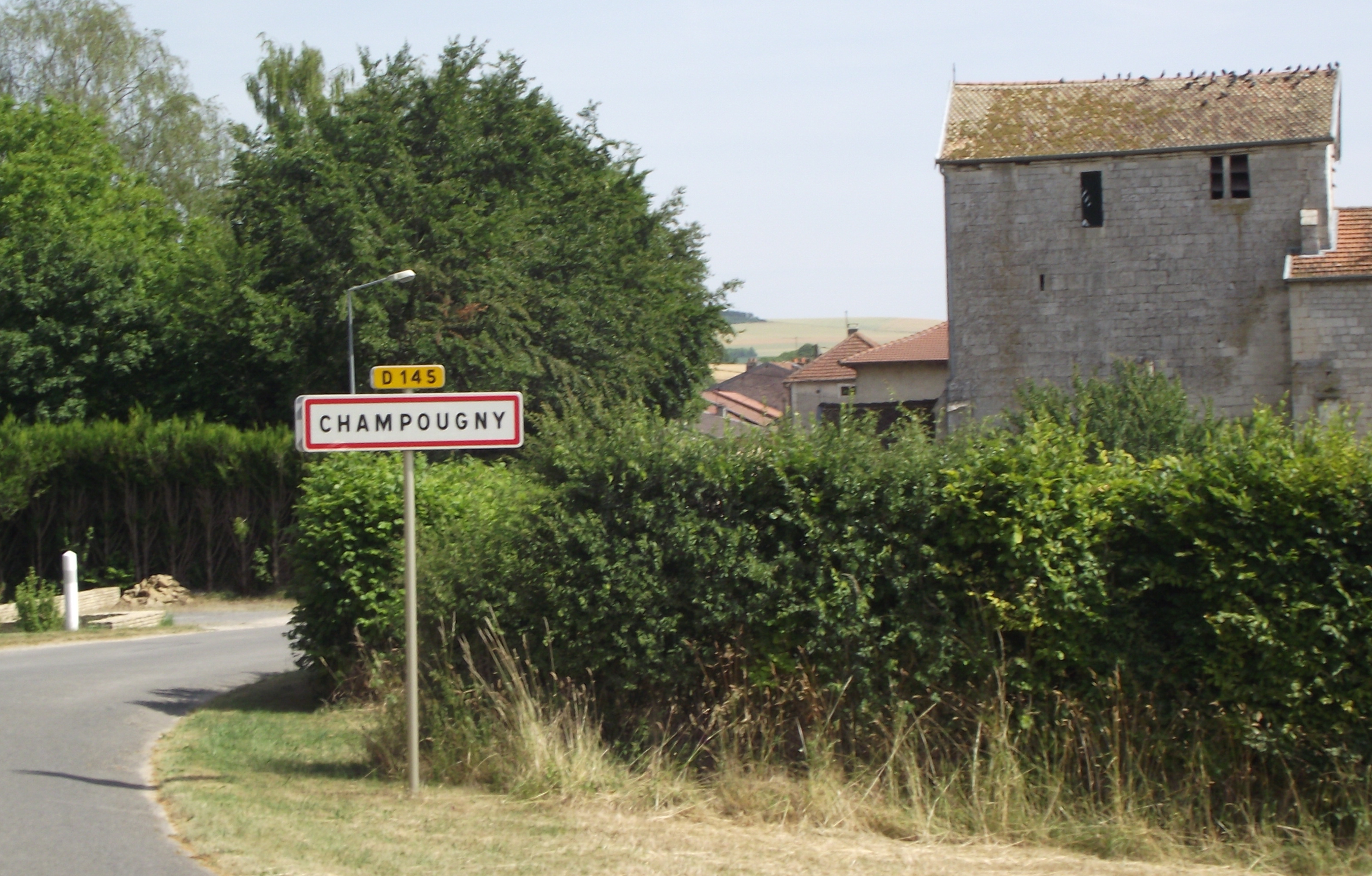
Champougny
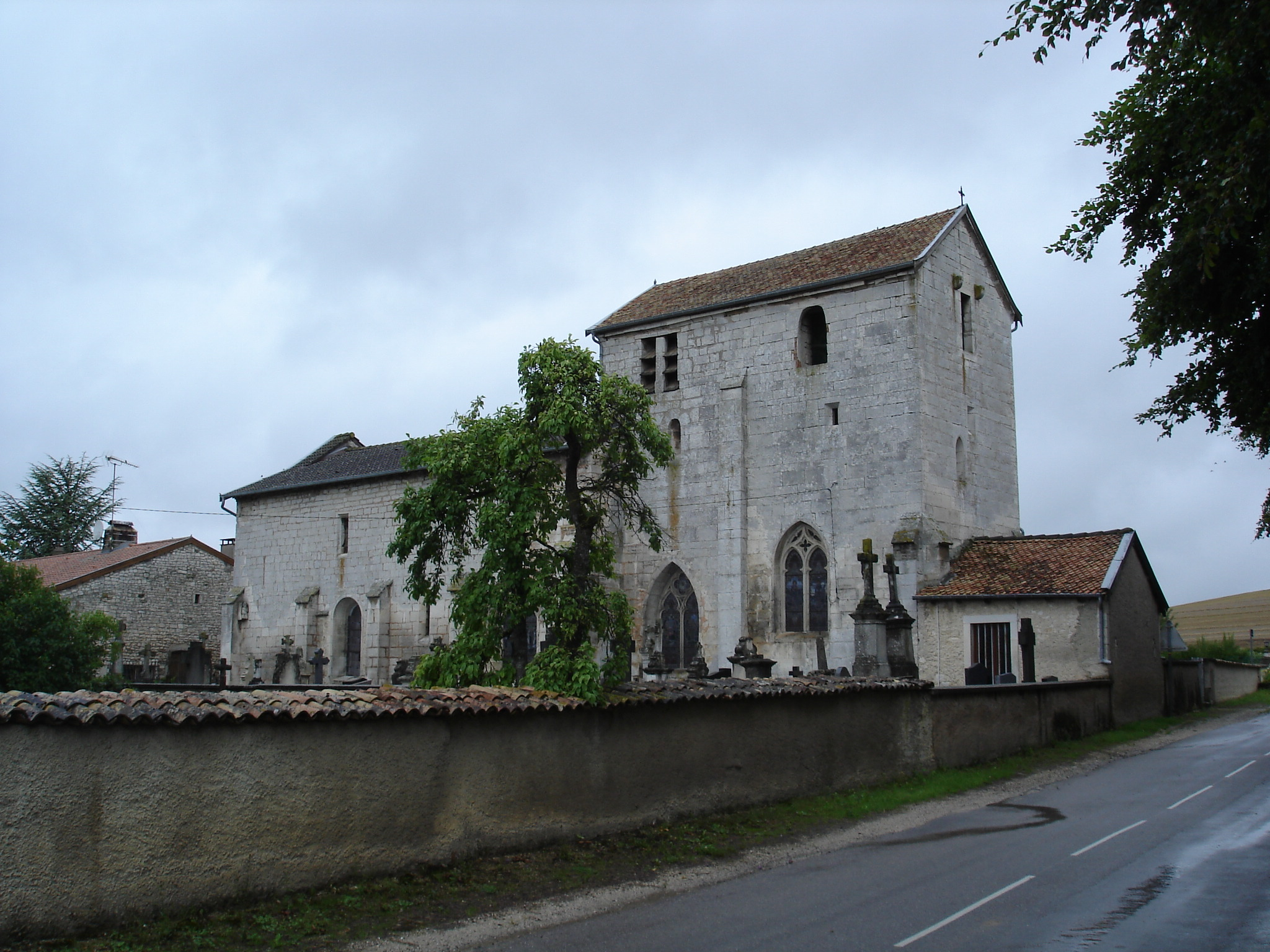
Kerk van Champougny

## Geografie
De oppervlakte van Champougny bedraagt 5,7 km², de bevolkingsdichtheid is dus 18,4 inwoners per km².
De onderstaande kaart toont de ligging van Champougny met de belangrijkste infrastructuur en aangrenzende gemeenten.

## Demografie
Onderstaande figuur toont het verloop van het inwonertal (bron: INSEE-tellingen).